# Eupterote placida
Eupterote placida är en fjärilsart som beskrevs av Moore 1883. Eupterote placida ingår i släktet Eupterote och familjen Eupterotidae. Inga underarter finns listade i Catalogue of Life.